# Cagnes-sur-Mer
Cagnes-sur-Mer [kaɲ syʁ mɛːʁ] ist eine französische Gemeinde mit 52.852 Einwohnern (Stand 1. Januar 2022) im Département Alpes-Maritimes in der Region Provence-Alpes-Côte d’Azur.

## Geographie
Cagnes-sur-Mer liegt östlich von Cannes und westlich von Nizza (Nice) an der Mittelmeerküste (Côte d’Azur) und besteht aus dem eigentlichen Stadtzentrum, den beiden Stadtteilen Le Haut de Cagnes und Le Cros de Cagnes sowie aus weiteren Vorortbezirken. Die Stadtteile sind mittlerweile zusammengewachsen und bilden eine einheitliche Agglomeration.

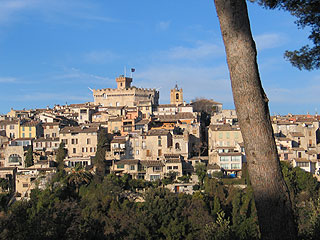
Die Altstadt Haut-de-Cagnes

### Le Haut de Cagnes
Le Haut de Cagnes liegt auf einem Hügel oberhalb des Stadtzentrums. Oben auf dem Hügel befindet sich das Schloss Grimaldi sowie ein Schlossplatz mit Blick auf die Seealpen. Das Ortsbild prägen enge, verwinkelte Gassen. In Le Haut de Cagnes befinden sich mehrere Restaurants. Ein kostenloser Kleinbus (navette) pendelt ständig zwischen Le Haut de Cagnes und dem Busbahnhof im Stadtzentrum.

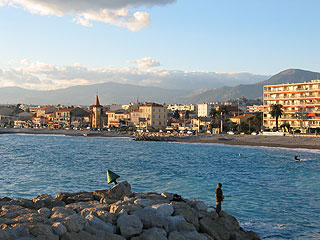
Cros-de-Cagnes

### Le Cros de Cagnes
Le Cros de Cagnes ist der am Strand gelegene Stadtteil von Cagnes. Er ist touristisch geprägt und besitzt einen kleinen Fischerhafen. Die Uferpromenade wurde in den letzten Jahren neu gestaltet. Le Cros de Cagnes ist durch die Bahnlinie Nizza–Cannes und die Autobahn vom landeinwärts gelegenen Stadtzentrum getrennt.
Im Westen angrenzend an die Nachbargemeinde Villeneuve-Loubet mündet der Fluss Loup ins Mittelmeer. Mitten durch die Stadt fließt der Fluss Cagne, er gab der Stadt seinen Namen. Hier nimmt er auch seinen rechter Zufluss Malvan auf. Im Stadtzentrum sind beide streckenweise überbaut. Er mündet ebenfalls ins Mittelmeer.

## Verkehr
Cagnes-sur-Mer liegt rund sechs Kilometer vom internationalen Flughafen Nizza Côte d’Azur entfernt. Die Autoroute A 8 Aix-en-Provence–Menton (La Provençale) führt mit der Abfahrt Nummer 48 unmittelbar durch die Stadt. Es existiert ein Bahnhof an der Bahnstrecke Marseille–Ventimiglia. Mittelfristig ist die Verlängerung der Straßenbahn Nizza nach Cagnes-sur-Mer geplant. Eine solche Straßenbahnverbindung gab es bereits, bis diese 1925 zugunsten einer Omnibusverbindung aufgegeben wurde.

## Bevölkerungsentwicklung
| Jahr                       | 1962   | 1968   | 1975   | 1982   | 1990   | 1999   | 2006   | 2016   |
| Einwohner                  | 15.392 | 22.110 | 29.538 | 35.214 | 40.902 | 43.942 | 48.313 | 51.411 |
| Quellen: Cassini und INSEE |        |        |        |        |        |        |        |        |

## Sehenswürdigkeiten

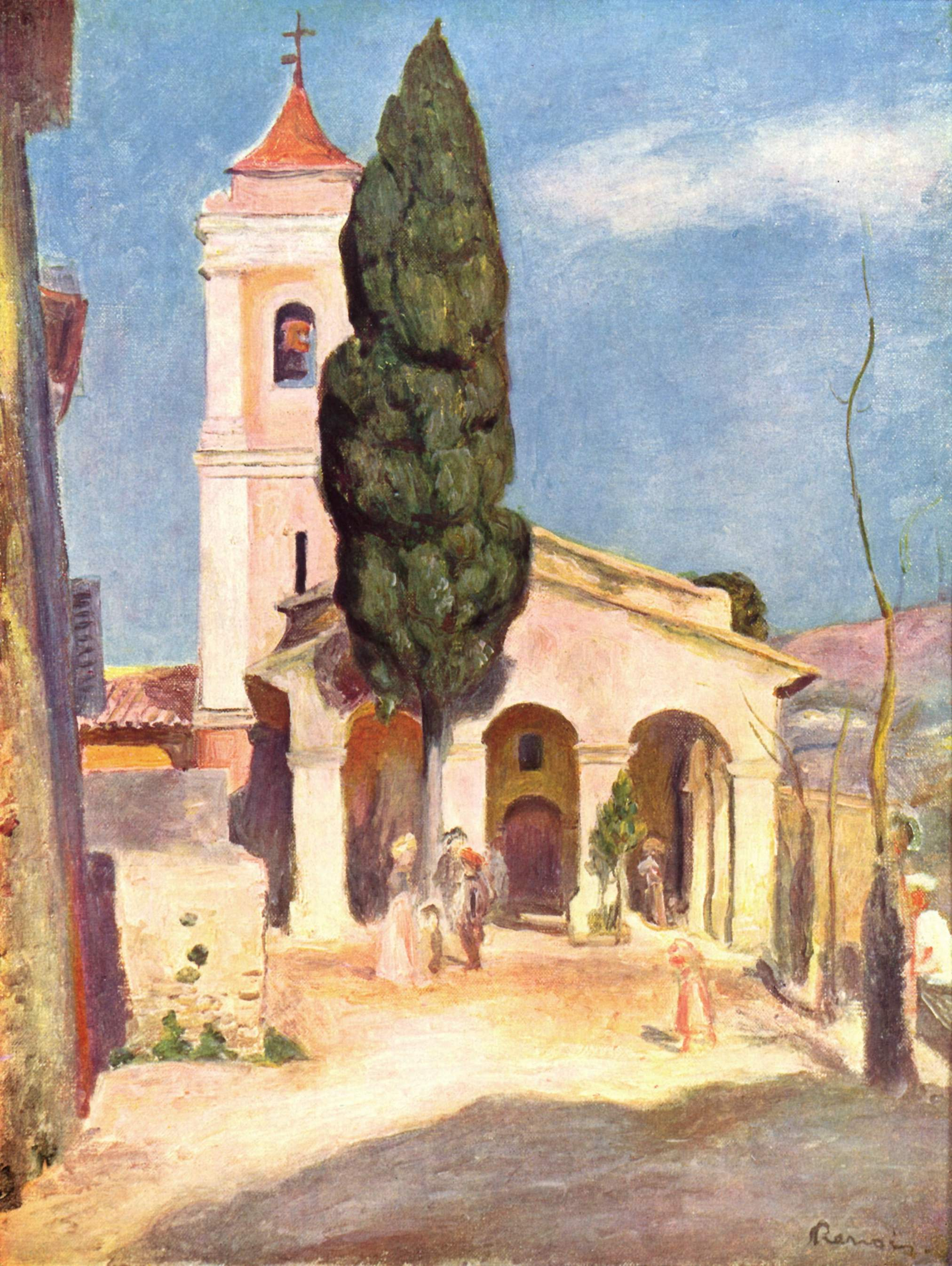
Pierre-Auguste Renoir: Kirche in Cagnes (um 1880/90)

- Das Renoir-Museum ist seit 1960 in dem Haus eingerichtet, das der Maler Pierre-Auguste Renoir von 1907 bis zu seinem Tode im Jahr 1919 bewohnte.
- Die Altstadt von Le Haut de Cagnes (Oberstadt) wird überragt von einer Burg, dem Château Grimaldi.
- Die Kirche Saint-Pierre liegt unterhalb der Burg.
- In Le Cros de Cagnes befindet sich eine Pferderennbahn.
- Taufbecken (Cagnes-sur-Mer)

## Partnerstadt
Mit der deutschen Stadt Passau in Bayern pflegt Cagnes-sur-Mer seit 1973 eine Städtepartnerschaft.

## Persönlichkeiten
Pierre-Auguste Renoir (1841–1919), französischer Maler des Impressionismus, lebte von 1903 bis 1919 in Cagnes-sur-Mer und verstarb dort. Begraben ist er wie seine Frau und die beiden Söhne Pierre Renoir und Jean Renoir in Essoyes.
Neben Renoir haben zahlreiche weitere Künstler in Cagnes-sur-Mer gelebt oder sich vorübergehend aufgehalten: Raoul Dufy, Heinrich Maria Davringhausen, Franz Blei, Victor Vasarely, Moise Kisling, Yves Brayer, Georges Simenon, Marcel Mouloudji, Amedeo Modigliani, Tsuguharu Foujita, Yves Klein und seine Eltern Fred Klein und Marie Raymond, Ingmar Bergman, Brigitte Bardot, Suzy Solidor, Chaim Soutine, Georges Ulmer, Félix Ziem und andere. Bis in die 1960er-Jahre wurde deswegen Le Haut de Cagnes auch der „Montmartre der Côte d’Azur“ genannt.
In Cagnes-sur-Mer geboren wurden:
- Andréas Winding (1928–1977), Kameramann
- Dan Sperber (* 1942), Anthropologe und Linguist
- Denise Fabre (* 1942), Programmsprecherin und Moderatorin
- Isabelle Gallagher (* 1973), Mathematikerin
- Laurent Fargues (* 1975), Mathematiker
- Hamilton Sabot (* 1987), Turner
- Loris Vergier (* 1996), Mountainbiker
- Anna Handler (* 1996), Dirigentin und Pianistin